# Grande Interregno

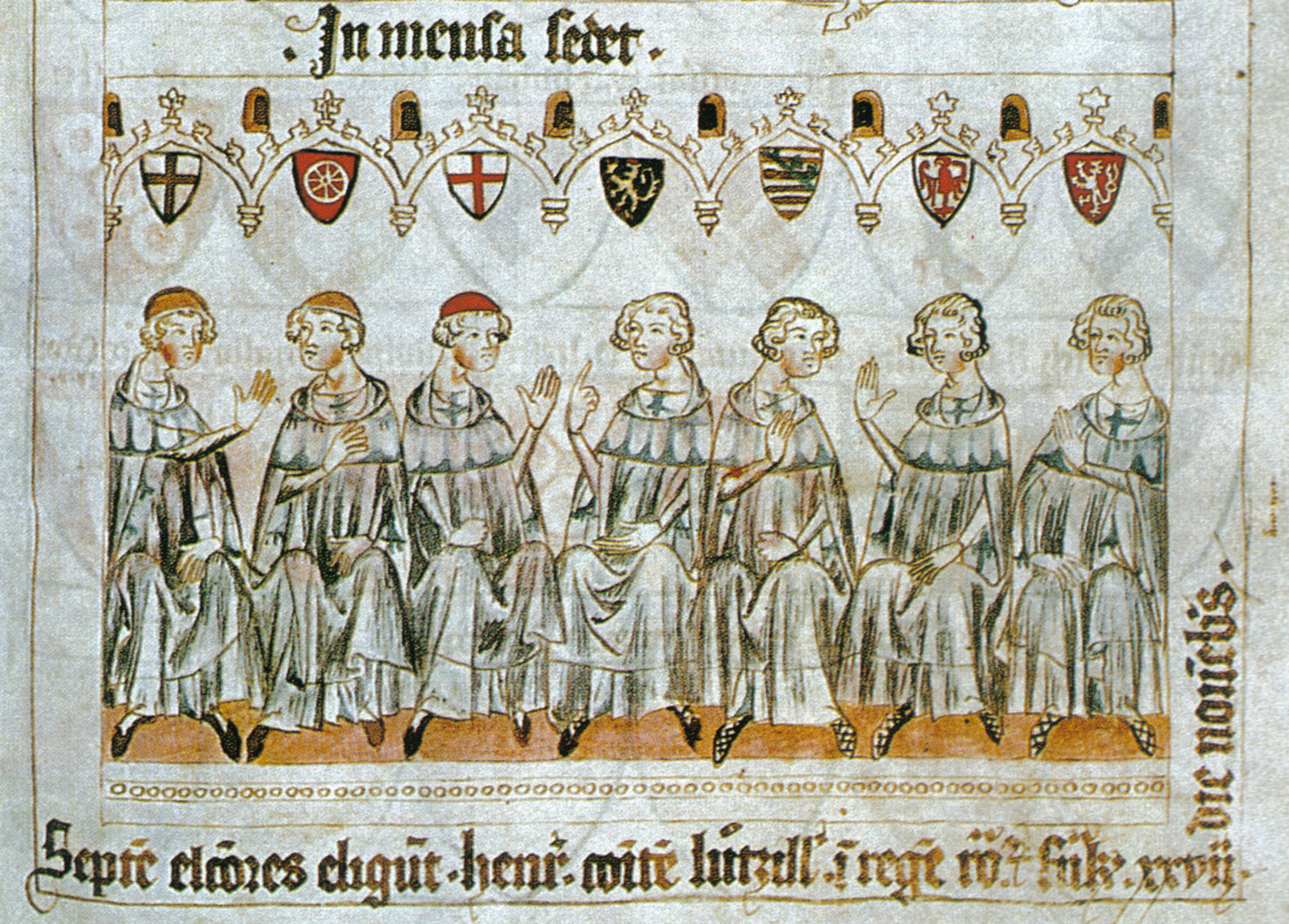
Os sete príncipes-eleitores votando em Henrique, crônica pictórica de Balduíno, 1341

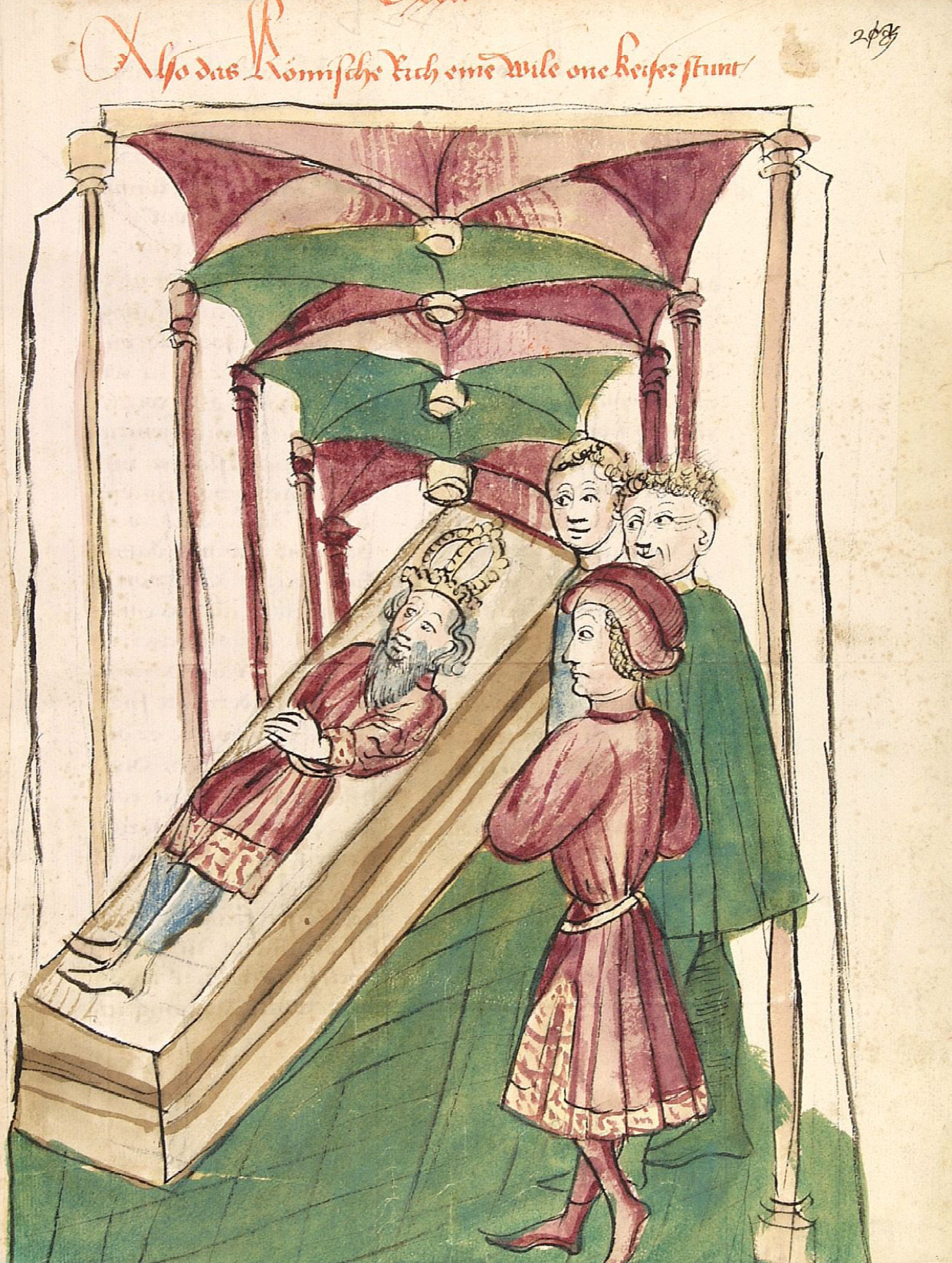
Representação do Interregno em Chronicon pontificum et imperatorum (c. 1450), mostrando três homens em pé no túmulo de um imperador com a legenda "Assim, o Império Romano por um tempo não teve imperador" (Also das Römische rich eine Wile one keiser stunt).

Por Grande Interregno, na historiografia do Sacro Império Romano, entendemos o período desde a deposição de Frederico II pelo Papa Inocêncio IV em 1245 até a eleição de Rodolfo I em outubro de 1273.
Durante este período, Henrique Raspe, Guilherme II, Conde da Holanda, Afonso X de Castela e Ricardo, 1.º Conde da Cornualha foram eleitos Reis dos Romanos. Nenhum deles, no entanto, foi capaz de exercer efetivamente o poder.

## Evolução da avaliação historiográfica
O conceito de "interregno", que em "O Conde de Habsburgo " de Friedrich Schiller descreve "os tempos sem imperador, os tempos horríveis", deriva de uma visão historiográfica alemã do século XIX que exaltava a idade dos Hohenstaufen e via o período subsequente na história da Alemanha como um período de guerras e agitação. A visão historiográfica moderna tende a considerar este período de uma forma muito multifacetada, tendo em conta o contexto e as opções das partes envolvidas, e rejeita as imagens estereotipadas de um período caótico e sem lei e de "princípios egoístas", completamente indiferentes a bem comum.

## Consequências políticas do interregno
Por trinta anos o Sacro Império Romano foi privado de um forte poder central. Isso apenas acentuou as forças centrífugas já presentes no Império. Nesses anos foram lançadas as premissas para o processo que seria então ratificado em 1356 com a Bula de Ouro, ou o progressivo fortalecimento do papel daqueles que serão reconhecidos como príncipes eleitorais. Os príncipes territoriais consolidaram sua soberania e as cidades também fortaleceram sua independência do poder feudal e imperial. No rescaldo do interregno, os soberanos foram obrigados a confiar cada vez mais em seus territórios dinásticos para garantir a liberdade de ação em relação às múltiplas instâncias e poderes presentes na Alemanha e em todo o Império. Consequentemente, tornou-se cada vez mais difícil para o próprio imperador ser considerado super partes e uma síntese política do Império como um todo.